# 다네모리촌
다네모리촌(田根森村)은 아키타현 히라카군에 있던 촌이다. 현재의 요코테시 북서단, 다이유의 동단, 다이도가와 좌안에 해당한다.

## 역사
- 1889년 4월 1일 - 정촌제 시행에 의해 2촌의 구역으로 성립하였다.
- 1955년 4월 1일 - 아게촌과 합병해 다이유촌이 성립해, 동일 다네모리촌이 폐지되었다.

## 교통
현재는 아키타 자동차도로가 옛 촌 지역을 통과하지만 당시에는 미개통 상태였다.